# Comité Olímpico Guatemalteco
El Comité Olímpico Guatemalteco (COG) es la entidad autónoma con personalidad jurídica y patrimonio propio que coordina las actividades olímpicas en Guatemala. Está reconocido como uno de los organismos rectores del deporte federado en Guatemala por la Constitución Política de la República y su funcionamiento se establece en la Ley Nacional del Deporte (Decreto 76-97), sus estatutos y los convenios, tratados y disposiciones del Comité Olímpico Internacional.
EL COG fue fundado en 1946,  y el 23 de abril de 1947 fue reconocido por el Comité Olímpico Internacional (COI), luego bajo su coordinación en el año de 1950 Guatemala fue sede de los VI Juegos Centroamericanos y del Caribe.

## Historia
México, Guatemala y Cuba fundaron los Juegos Centroamericanos y del Caribe, disputándose la primera edición en la Ciudad de México en 1926 y en la Nueva Guatemala de la Asunción en 1950.

## Suspensión por el COI
El 9 de octubre de 2021 se celebraron elecciones para el Comité Ejecutivo, en estas elecciones el presidente de entonces Gerardo Aguirre quiso participar, sin embargo el Tribunal Electoral del Deporte Federado (TEDEFE) negó su participación por no contar con un documento necesario que acreditara que los recursos públicos asignados al COG habían sido utilizados adecuadamente, por lo que solo pudo participar una planilla, liderada por Jorge Rodas quién ganó las elecciones y debía tomar posesión el 7 de diciembre, la decisión provocó la interposición de recursos legales ante tribunales del país. El 25 de octubre, el Comité Olímpico Internacional envió una carta a Aguirre instándole a realizar de nuevo la elección debido a que a su criterio la anterior elección no fue realizada de forma «libre y democrática» y a cambiar sus estatutos desconociendo al TEDEFE, incluido en la legislación nacional para realizar las elecciones del deporte federado y a una comisión de ética designada por ley. Eso provocó que la asamblea creara un nuevo estatuto para el Comité, uno electoral y otro de ética, los cuales fueron reconocidos por el COI y bajo esos se realizó la nueva elección en marzo de 2022 donde resultó reelecto Gerardo Aguirre.
Mientras tanto la planilla ganadora de 2021 interpuso recursos legales para que pudieran tomar posesión y el TEDEFE interpuso un recurso de inconstitucionalidad en contra de los nuevos estatutos, estos efectivamente fueron declarados así por la Corte constitucional de Guatemala en agosto de 2022, a raíz de eso el COI reconociendo a Aguirre, suspendió al COG por «interferencia gubernamental» el 8 de septiembre hasta que no se revirtiera esa decisión. Posteriormente luego de una pugna jurídica y de bloqueos por parte de la directiva liderada por Aguirre, Jorge Rodas tomó posesión del cargo en diciembre de 2022 a pesar de que la corte lo había ordenado desde antes.
En respuesta, el Comité Olímpico Internacional desconoció a Rodas y suspendió temporalmente al Comité Olímpico Guatemalteco, lo que llevó a los atletas guatemaltecos a participar como independientes en los Juegos Panamericanos de 2023. En febrero de 2024, el presidente Bernardo Arévalo viajó a Lausana, Suiza para reunirse con Thomas Bach, presidente del Comité Olímpico Internacional y le pidió reconsiderar la suspensión para que los atletas guatemaltecos pudieran competir representando al país en los Juegos Olímpicos de 2024. En marzo del mismo año, el Tribunal Electoral del Deporte y la Asamblea General del COG desconocieron a Rodas y reconocieron a Aguirre como presidente. Tras estos eventos, el Comité Olímpico Internacional levantó provisionalmente las sanciones al COG. A pesar de estos reveses, Rodas afirmó que "seguiría en el cargo".

## Presidentes del Comité Olímpico Guatemalteco
El Comité Olímpico ha tenido 22 presidentes:
| Período     | Presidente                                 |
| ----------- | ------------------------------------------ |
| 1947-1948   | Roberto Barrios Peña                       |
| 1948-1950   | Edmundo R. Nanne                           |
| 1951-1952   | Humberto González Juárez                   |
| 1952-1953   | Alfonso Martínez Estévez                   |
| 1953-1954   | Miguel Massis                              |
| 1954-1955   | Augusto Putzeys Rojas                      |
| 1956        | Manuel Ruano Mejía                         |
| 1956-1957   | Julio Illescas Rojas                       |
| 1958-1959   | Roberto Ortiz y Ortiz                      |
| 1959-1960   | Julio Flores Toledo                        |
| 1960-1961   | Justo Ramiro García                        |
| 1962-1963   | Donaldo Álvarez Ruíz                       |
| 1967-1968   | Tomas Villamar Contreras                   |
| 1969-1970   | Enrique García de León                     |
| 1970-1973   | Luis Canella Gutiérrez                     |
| 1973-1981   | Alejandro Giammattei Cáceres               |
| 1981-1982   | Kenneth J. Downing                         |
| 1983-1993   | Willi Kaltschmitt Lujan                    |
| 1993-2009   | Fernando Beltranena Valladares             |
| 2009-2013   | Sergio Camargo Muralles                    |
| 2014 - 2022 | Gerardo René Aguirre Oestmann              |
| 2022 - 2024 | Jorge Alexander Rodas Hurtarte (disputado) |
| Desde 2024  | Gerardo René Aguirre Oestmann              |